# Pimpinella procumbens
Pimpinella procumbens är en växtart i släktet bockrötter (Pimpinella) och familjen flockblommiga växter. Den beskrevs av Pierre Edmond Boissier och fick sitt nu gällande namn av Carlos Pau 1892.
Arten är en tvåårig ört som förekommer i södra Spanien.